# Balanin des châtaignes
Pour les articles homonymes, voir Balanin (homonymie).
Curculio elephas
Espèce
Le balanin des châtaignes, Curculio elephas, est une espèce d'insectes coléoptères de la famille des Curculionidae, originaire de l'Ancien monde.
C'est un insecte ravageur oligophage inféodé aux châtaigniers (Castanea) spp.) et aux chênes (Quercus) spp.). Les dégâts sont causés par les adultes et surtout par les larves qui se développent à l'intérieur des fruits.

## Taxinomie

### Synonymes
Selon Tela Insecta :
- Balaninus elephas Gyllenhal 1836,
- Curculio gulosus Fabricius 1792

### Noms vernaculaires
Le balanin des châtaignes est également appelé « Balanin éléphant » en raison de son très long rostre incurvé (moins que celui de l'espèce proche Curculio nucum, le Balanin des noisettes), ou encore « Charançon des châtaignes »,,,.
Le terme « balanin » vient de balanos qui signifie « gland » en grec ancien.
Dans la région bordelaise, cet insecte est aussi appelé sous le nom de bête à trompe, du latin betrus trumpus.

## Distribution
L'aire de répartition du balanin des châtaignes s'étend dans l'est de la zone paléarctique : Europe, Afrique du Nord, Moyen-Orient.

## Biologie

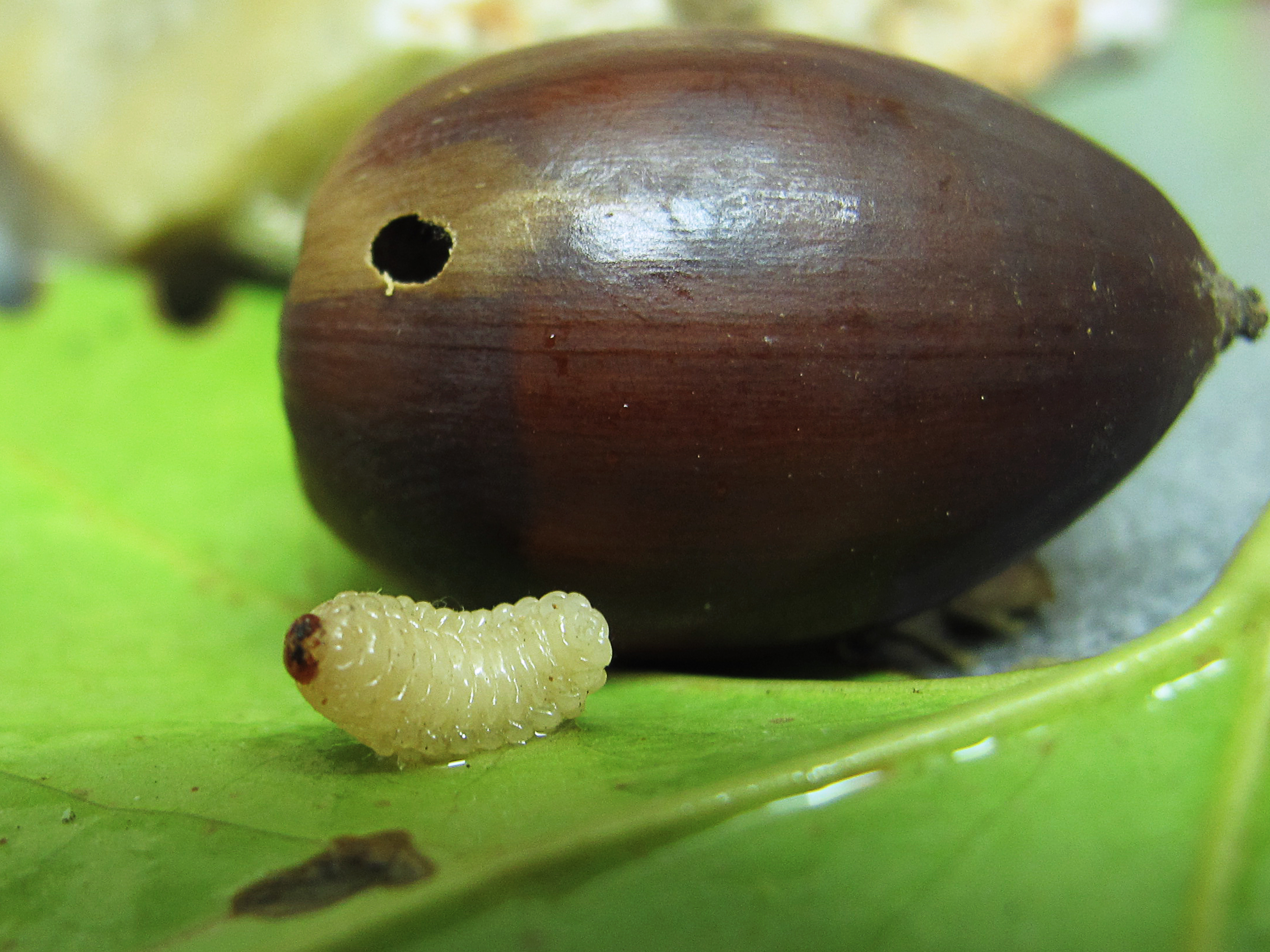
Larve fraîche d'un gland.

Le cycle biologique est univoltin, il comprend au total un stade œuf, 4 stades larvaires et le stade adulte.
La femelle pond dans les châtaignes et la larve s'y développe.
À ce titre, l'insecte est répertorié dans la liste des ravageurs des arbres fruitiers (du châtaignier).
Les adultes émergent selon la région de mi-août à fin septembre.  puis s'accouplent : les femelles commencent à pondre directement dans les amandes : elles se déplacent sur les bogues afin de trouver un espace suffisant entre les piquants pour accéder à la surface de la bogue. L’emplacement trouvé, la femelle enfonce son rostre et tourne autour en prenant appui sur les piquants. Dès que la femelle ne peut plus tourner autour de son rostre, elle pivote sa tête de droite à gauche pour finir de l'enfoncer complètement. Elle retire ensuite son rostre, se retourne, dévagine son ovipositeur et sonde la surface de la bogue pour retrouver le trou qu'elle vient de creuser. La femelle y pond un ou plusieurs œufs. Elle peut pondre en moyenne une quarantaine d'œufs. La période de ponte dure une vingtaine de jours.
Le développement embryonnaire et larvaire dans le fruit dure 30 à 40 jours. Le développement larvaire compte quatre stades. Une fois que le quatrième stade a fini de s'alimenter, les larves perforent le fruit (trou de sortie circulaire) et s'enterrent à 7 à 8 mm de profondeur dans le sol où elles passent l'hiver dans des logettes protectrices. Les sorties larvaires des fruits s'étalent du début octobre à la fin décembre.
Jusqu'à courant mars, les larves sont en diapause puis leur développement se poursuit jusqu'à la nymphose de juin à août. Cette diapause peut durer jusqu'à 4 ans et entraîner un étalement des émergences sur plusieurs années.
L'adulte ne se nourrit pas, a de faibles capacités de dispersion, et recherche aussitôt des glands pour pondre. Cette stratégie lui permet de faire face à la forte variabilité, temporelle et spatiale, de la production de glands.

## Dégâts
Les dégâts sont causés principalement par les larves qui se développent dans les fruits. Ceux-ci présentent à leur base des ponctuations brunes résultants des encoches de ponte creusées par les femelles. Les galeries forées par les larves sont remplies de déjections brunes et compactes.
Les fruits attaqués tendent à tomber prématurément. Les larves quittent le fruit en perçant un trou. Les arbres stressés sont plus sujets aux attaques et les attaques sont plus intenses lors des années de faible production.

## Moyens de lutte
La biologie du balanin ne permet pas de l’atteindre par des insecticides chimiques, mais sa phase de sensibilité est son hibernation dans le sol.